# Nathan Petrelli
Nathan Petrelli es un personaje ficticio de la serie de ciencia ficción Héroes, creada por Tim Kring. Es interpretado por Adrian Pasdar.

## Historia

### Génesis
Nathan es un abogado, hermano mayor de la familia Petrelli, el cual se postula para el Congreso. Su campaña se ve plagada de inquietudes a causa de los problemas con su hermano Peter Petrelli (quien cree que puede volar) y su inconsciente madre. Mantiene conexiones con la Mafia y con un hombre llamado Daniel Linderman, que patrocina su campaña. Tiene dos hijos y una esposa que, debido a un accidente automovilístico provocado por los hombres de Linderman, utiliza una silla de ruedas para desplazarse.
Nathan muestra a su hermano su habilidad de volar (debido a que Peter salta de un edificio de 15 pisos para demostrar que podía volar), Peter presiona a Nathan en diversas ocasiones para que acepte su destino como héroe y lo ayude, Nathan junto a su carácter duro e independiente, ve pender de un hilo las relaciones con su hermano, mostrando un claro rechazo a la habilidad que en él se ha desarrollado e incredulidad ante las habilidades de otros y de los sucesos que previsiblemente acaecerán en un futuro cercano, en gran parte porque ve peligrar el mundo que se ha construido. Una vez que Nathan es secuestrado por Noah Bennet y El Haitiano, conoce a Hiro Nakamura, quien le informa que una bomba explotará en Nueva York, destruyendo todo, teoría que es reafirmada por su hermano (quien asegura ser la persona que explota y destruye la ciudad), y más tarde por Linderman (el cual asegura que nada evitará la bomba y que Nathan se convertirá en presidente de EE. UU..
Nathan olvida el asunto de salvar al mundo, impulsado por su madre, la cual lo convence de seguir su destino como gobernante del mundo libre y olvidar las ideas de Peter y de Claire (quien es su hija ilegítima y cree en las teorías de Peter).
Con la yuda de Linderman, Nathan es elegido senador. Sin embargo al día siguiente, 8 de noviembre (el día que estalla la bomba y destruye Nueva York), mientras Nathan se prepara para abandonar la ciudad, Claire se escapa y va a apoyar a Peter en la plaza Kirby, todo se cumple tal como lo predijo Isaac Méndez. Sylar es "asesinado" por Hiro, y Peter va a estallar.
Claire va a matarlo, pero en ese momento llega Nathan, decide ser un héroe como quería su hermano, toma a Peter en sus brazos y vuela hacia el cielo, lejos de todo lo que pueda ser dañado por la bomba. Lo único que observan los héroes en la plaza Kirby, es estallar la bomba, lejos de todo. El destino de los hermanos Petrelli es desconocido.

### Generaciones
Peter se libera de los brazos de Nathan mientras vuelan alejándose de Nueva York, sin embargo, Peter explota a poca distancia de Nathan y este resulta gravemente herido. Peter, que enseguida se recupera debido a su habilidad de regeneración, coge a Nathan que caía inconsciente hacia el mar y lo lleva volando hasta un hospital. Gracias al trabajo de los médicos de La Compañía, Nathan consigue despertarse y pregunta por Peter, pero su madre le dice que ha desaparecido. Nathan se encuentra con serias quemaduras en su rostro (debido a la explosión). Dos meses después, Nathan aún sigue grave en el hospital, pero es visitado por Peter y Adam Monroe quien le da un poco de su sangre para que se regeneren sus heridas.
Al salir del hospital, Nathan se convierte en un alcohólico depresivo, abandonado por su esposa e hijos, tiene conflictos con su madre debido a la aparente muerte de Peter y continúa esperando que este regrese. Al enterarse del asesinato de Kaito Nakamura, viaja a Filadelfia junto con Matt Parkman, este se enfrente a su padre Maury Parkman, quien utiliza sus poderes para atacar a Nathan en una pesadilla, en la cual pelea con su desfigurado alter ego, es salvado por Matt. 
Confronta a Bob Bishop quien le informa que su hermano aún está con vida, pero desconoce el paradero del mismo. Nathan encuentra a Peter y lo convence de las intenciones de Adam (para liberar el virus de Shanti). Después de destruir el virus, Nathan decide hacer públicas sus habilidades, para detener a La Compañía, sin embargo es disparado por un atacante desconocido y se desangra en los brazos de Peter.

### Villanos
Momentos después de sobrevivir a un ataque directo de una versión futurística de su propio hermano y haber presenciado a Dios, abandona su caracterizada soberbia y acepta cada vez más la existencia de personas como él. Desarrollando una personalidad mucho más optimista, simpática y sosega. Sin embargo tras recibir toda una serie de amonestaciones de parte de Tracy Strauss y hasta visiones del fallecido Sr. Linderman. Nathan toma la decisión de volver a la política voluntariamente, alegando no estar siendo manipulado por ninguna persona y tomando sus propias decisiones.
Una vez que Nathan descubre secretos de su pasado como por ejemplo su habilidad del vuelo adquirida sintéticamente y la supervivencia de su padre quien dirige una compañía que planea renovar el mundo. Suponen una enorme confusión en la ética del personaje hasta que se deja seducir por la ambición e intenta apoderarse del proyecto de su padre a como dé lugar. Tal como lo demuestra al no importarle en absoluto la muerte definitiva de su padre o al atacar sin pensarlo dos veces a Peter. Al final su hambre de poder lo inclina a tomar la precipitada decisión de revelarle al gobierno de los Estados Unidos la existencia de las personas superdotadas bajo fines megalónomas.

### Fugitivos
Es asesinado por Sylar al final del volumen, cuando este le corta el cuello y le deja morir. Habiendo tomado antes su poder por empatía, Sylar toma la forma de Nathan para reemplazarlo. Al final del capítulo Matt Parkman le hace creer a Sylar que es Nathan y le obliga a encerrar sus recuerdos, quedando así con la forma y los recuerdos del senador.

## Futuros alternos

### Genesis
En el futuro mostrado en "Cinco Años Perdidos" (Five Years Gone), Nathan es elegido presidente de los Estados Unidos; sin embargo, resulta ser Sylar, utilizando la habilidad de Candice Wilmer (lo que significa que mató a Nathan y Candice). Su verdadera identidad es revelada a Peter, Sylar le asegura que Nathan se volcó contra su especie antes de ser asesinado (dado que Nathan (Sylar) empieza acciones y reformas para acabar con los de su especie).

### Generaciones
En el futuro de "Fuera de Tiempo" (Out Of Time), Angela Petrelli informa a Peter Petrelli que Nathan murió en la primera propagación del virus Shanti.

### Villanos
En este futuro Nathan es presidente de los Estados Unidos y está casado con Tracy Strauss, y al contrario del Nathan futuro de "Genesis" está de acuerdo en otorgar habilidades a la gente para que juntos puedan salvar al mundo, el Peter del presente le advierte que toda esa gente con tanto poder terminarán destruyendo todo; Peter del presente empieza a sentir que la habilidad de Sylar lo está consumiendo, su necesidad de entender las cosas lo impulsa a hacerle una incisión en el cráneo de Nathan (como hace Sylar con sus víctimas) para poder entender las intenciones de su hermano, luego de darse cuenta de que mató a Nathan, vuelve al presente.

## Habilidades
Nathan posee la habilidad de volar, auto propulsándose. Demuestra poco de su poder, debido al temor de ser considerado un fenómeno y ser tratado como rata de laboratorio. Sin embargo demuestra un control total de su poder, demostrando en "Hiros" que puede exceder la barrera del sonido, sin resultar afectado de alguna manera.
Nathan descubre su poder cuando se salva de un choque automovilístico, dejando a su esposa en el coche (por lo que ella queda en silla de ruedas).
Entre las utilizaciones de la capacidad de volar de Nathan se encuentran:
- Se salva de un accidente automovilístico, descubriendo su poder.
- El rescate de su hermano Peter mientras este intentaba demostrarle que podía moverse por los aires.
- La escapada de los hombres extraños entre los cuales se encuentra el padre adoptivo de Claire Bennet.
- En el futuro cuando vuela para detener a Hiro (aunque es Sylar, usando las habilidades de Nathan y Candice Wilmer).
- Cuando llega a la plaza Kirby para detener la bomba.
- En el último episodio de la primera temporada cuando lleva a Peter lejos de la ciudad para que la explosión no cause daño a nadie.